# Medalla d'Honor del Parlament de les Illes Balears
La Medalla d'Honor del Parlament de les Illes Balears és un premi atorgat pel Parlament de les Illes Balears. Foren creades per un acord de la Mesa del Parlament, el 27 de maig de 2008, amb l'objectiu de premiar aquelles persones, entitats o institucions que hagin destacat en la defensa, divulgació i lluita pels valors democràtics i cívics, fonamentalment en l'àmbit de les illes.

## Guardonats

### Edició del 2008
En la seva primera edició, el 2008, foren concedides a tots els presidents que havia tengut el Parlament des de la seva creació i als diaris que tenguessin més de 100 anys d'antiguitat:
- Antoni Cirerol Thomàs
- Jeroni Albertí i Picornell
- Cristòfol Soler Cladera
- Joan Huguet i Rotger
- Antoni Josep Diéguez i Seguí
- Maximilià Morales i Gómez
- Pere Rotger i Llabrés
- Maria Antònia Munar i Riutort[4]
- Diario de Mallorca
- Diario de Ibiza
- Última Hora

### Edició del 2010
En la seva edició del 2010, els premiats foren:
- Editorial Moll
- Raimundo Clar Garau (a títol pòstum)
- Fèlix Pons Irazazábal[5][6]

### Edició del 2012
- Càritas Diocesana de Mallorca, de Menorca i d'Eivissa-Formentera[7]
- Aina Rado i Ferrando[7]

### Edició del 2013
- Montserrat Casas Ametller (a títol pòstum)[7]

### Edició del 2014
- María Luisa Cava de Llano[8]